# Списък с епизоди на „Под прикритие“
Това е списъкът с епизоди на българския сериал „Под прикритие“ с оригиналните дати на излъчване.

## Общ преглед
| Сезон | Сезон | Време на излъчване | ТВ Сезон  | Епизоди | Премиера           | Финал               | Времетраене     |
| ----- | ----- | ------------------ | --------- | ------- | ------------------ | ------------------- | --------------- |
|       | 1     | Неделя, 20:45      | 2011      | 12      | 17 април 2011 г.   | 3 юли 2011 г.       | около 50 минути |
|       | 2     | Неделя, 20:45      | 2011–2012 | 12      | 20 ноември 2011 г. | 5 февруари 2012 г.  | около 50 минути |
|       | 3     | Неделя, 20:45      | 2012–2013 | 12      | 25 ноември 2012 г. | 17 февруари 2013 г. | около 50 минути |
|       | 4     | Неделя, 20:45      | 2014      | 12      | 19 януари 2014 г.  | 6 април 2014 г.     | около 50 минути |
|       | 5     | Неделя, 20:45      | 2016      | 12      | 20 март 2016 г.    | 4 юни 2016 г.       | около 50 минути |
|       | 6     | Неделя, 20:45      | 2025-2026 | 12      | 2025-2026          |                     | около 50 минути |

## Eпизоди

### Сезон 1 (2011)
| Номер | Режисьор         | Сценарист(и)                     | Първо излъчване  | Рейтинг (хиляди) |
| --- | ---------------- | -------------------------------- | ---------------- | ---------------- |
| 1 (1-01) | Димитър Митовски | Теодора Василева и Георги Иванов | 17 април 2011 г. | 600              |
| Мартин, син на крадец, още от малък е забъркан в престъпния свят. Години по-късно, той преминава през специално обучение – събира досие, чрез сводничество, лежане в затвора и други криминални прояви, за да се внедри в групировката на най-опасния мафиот в България, Петър Туджаров – Джаро. Насред това той среща Съни и те прекарват една нощ заедно. След като преминава тежко изпитание, от което зависи внедряването му, той разбира, че Съни е гадже на Джаро. |                  |                                  |                  |                  |
| 2 (1-02) | Виктор Божинов   | Теодора Василева и Георги Иванов | 24 април 2011 г. | Неизвестно       |
| Мартин вече е част от групировката на Петър Туджаров – Джаро. Мафиотският бос обаче още не му се е доверил. Същевременно Съни не се чувства щастлива до приятеля си и търси съвет у приятели и роднини. Един ден кола на Джаро, превозваща голяма пратка наркотици за Русия е открадната. Мартин вижда в това шанс да спечели доверието на всички. За да върне колата обратно, той влиза в кoжата си на хладнокръвен лъжец и измамник. Той успява да върне обратно колата и така Джаро му предлага по-високо място в йерархията. |                  |                                  |                  |                  |
| 3 (1-03) | Димитър Гочев    | Теодора Василева и Георги Иванов | 1 май 2011 г.    | Неизвестно       |
| След случая в Драгоман, на Мартин е направен портрет по описание, но Попов успява да го промени и да спаси Мартин. По-късно Мартин се промъква в кабинета на Джаро и преснима планове за сделки и събития от тефтера му. След като предава информацията на Попов, той организира акция, за да залови Джаро. Точно преди акцията, някой от полицията предупреждава хората на Джаро. Джаро провежда срещата, но Мартин осъзнава, че явно не само той и Попов знаят, че е агент под прикритие. |                  |                                  |                  |                  |
| 4 (1-04) | Димитър Гочев    | Теодора Василева и Георги Иванов | 8 май 2011 г.    | Неизвестно       |
| Една вечер става пътен инцидент и Здравко подкупва полицая, чиято кола е потрошил. Същевременно в групировката на Джаро има съмнения за лоялността на членовете. Здравко отива на следващия ден с приятел от групата на следващия ден да плати подкупа на полицая и го виждат с него. Ден по-късно Куката убива приятеля на Здравко. Здравко казва на Мартин за случилото се, а веднага след това идват Иво и Куката да го убият. Мартин намира полицая и спасява Здравко. Междувременно, Съни отваря свое студио за танци. Сега, след като отново предателят в групата е неизвестен, Джаро казва на всички да се подготвят за среща в 17:00, но на различни места. Остава само да се разбере на кое място ще отиде полицията. |                  |                                  |                  |                  |
| 5 (1-05) | Виктор Божинов   | Теодора Василева и Георги Иванов | 15 май 2011 г.   | Неизвестно       |
| Мартин успява да предотврати последствията и се спасява. По-късно отива заедно с Иво и Куката при дилър, който продава на тяхна територия. Става скандал, когато дилърът обижда бащата на Мартин и той едва не го пребива до смърт. След това той успява да измъкне и преснима документи, свързани със Съни и Джаро. А те от своя страна имат своите проблеми – заетостта на Съни със студиото не се нрави на Джаро и той саботира репетициите ѝ за голямо представление. В отговор на това, тя го прави сцена пред негови важни клиенти. След това той ѝ удря шамар и праща Мартин да я прибере. По пътя те спират на един хълм и след кратък разговор се целуват. |                  |                                  |                  |                  |
| 6 (1-06) | Виктор Божинов   | Теодора Василева и Георги Иванов | 22 май 2011 г.   | Неизвестно       |
| Джаро се среща отново с негов стар колега, чийто бизнес с бижута той е подпомогнал в началото, а той го е оставил после. Джаро разбира, че приятелят му е скрил нещо на стойност милиони в трезор и организира обир, водено от Мартин. Дълга подготовка тече и в края на краищата групата успява да вземе ценните диаманти от трезора с малки пречки. Същевременно Попов открива две чуждестранни фирми, през които Джаро пере пари – S.U.N.N.Y. и ZWU. Той праща доклад, искайки повече информация, за да успее да направи голям пробив, но от ДАНС му отнемат случая, казвайки, че те се занимават с фирмите. По-късно, Съни и Мартин се засичат случайно в студиото и между тях пламва страст. В същото време Джаро получава скандално секс-видео с депутатка и нейния асистент, записано на диск от обрания трезор. Бележка: Сцената на обира е по действителен случай и за нея специално е построен декор – точно копие на обрания банков трезор. |                  |                                  |                  |                  |
| 7 (1-07) | Димитър Гочев    | Теодора Василева и Георги Иванов | 29 май 2011 г.   | 547              |
| Дъщерята на Попов се записва на танци в студиото на Съни. Джаро възлага на Мартин задачата да изнудва депутатката Ана Неделчева със секс-видеото. Тя от своя страна се оплаква в полицията и случая е поверен на Попов. В момента на предаване на парите, чантата с откупа се закача на клон и започва дълга и напрегната гонка между полицаите и Мартин. Той се скрива в изоставена сграда, където Попов го намира и като рефлекс му казва да го удари и да бяга. Мартин успява да се върне невредим, но Джаро му нарежда да качи видеото в интернет, задето Ана е извикала полиция. Той го качва с гузна съвест, задето Попов е провалил операцията си, заради него. |                  |                                  |                  |                  |
| 8 (1-08) | Виктор Божинов   | Теодора Василева и Георги Иванов | 5 юни 2011 г.    | Неизвестно       |
| Джаро поръчва убийството на известен наркобос с цел – преразпределение на наркопазара в София, но поръчителят го прави по шумен начин. Джаро вика босовете на среща на мач по свободен бой, за да се изяснят нещата след убийството на един от тях, той дава и на Мартин заглушаващото устройство, за да го носи. Мартин предлага на Попов да го подменят с фалшиво и така да разбият всички групи в София наведнъж, но Попов не е убеден в плана. На срещата започва подслушването на разговора между наркобосовете. Същевременно човекът на Джаро за боя се оттегля и Мартин трябва да се бие срещу него. Насред боя, в най-слабия момент на Мартин, телефонът на един от босовете иззвънява. Джаро и Иво в шок стават на момента, взимат куфарчето и излизат. За да не бъдат разкрити Попов предизвиква бой в публиката и успява да подмени отново куфарчетата. Мартин вижда това и вече по-уверен в себе си, побеждава. В крайна сметка така и не се разбира какво е станало. В същото време екипът на Съни прави своя дебют на сцена. Късно вечерта Мартин предлага на Съни, ако всичко мине по план, да избягат заедно в Рио де Жанейро. Попов представя записа пред колегите си. Минути по-късно Иво получава съобщение от някого, че полицията знае за плановете им. Джаро прехвърля всичките си пари в S.U.N.N.Y. |                  |                                  |                  |                  |
| 9 (1-09) | Виктор Божинов   | Теодора Василева и Георги Иванов | 12 юни 2011 г.   | 420              |
| Записът с разговора между наркобосвете е изтрит до сутринта. Предателят от полицията, Николов, вдига телефона на Попов, когато Мартин му звъни. Мартин се усеща, но предателят вече е дал номера на Иво. Мартин от своя страна захвърля телефона. Попов му казва, че някой планира скоро убийството на Джаро, а Попов го иска жив и арестуван за убийството на негови колеги. Мартин съобщава това на Джаро и се подчинява на Попов, за да запази Джаро жив. Същевременно, новият наркобос е застрелян. Съни и Мартин решават да избягат и се уговарят да се срещнат на летището. В това време хората на Джаро правят проверка по домовете на всички. В леглото на Мартин намират гривната на Съни, останало още от първата нощ, която са прекарали заедно. Джаро се прибира, докато Съни си събира багажа и ѝ предлага брак. След това взема и личните ѝ документи. В същото време Иво задържа Мартин за детектор на лъжата. Той минава последен от всички, но не се поддава. По-късно, докато Джаро и другите пътуват се опитват да взривят колата им, но не уцелват. В края на епизода, Съни разбира, че Мартин е агент под прикритие. |                  |                                  |                  |                  |
| 10 (1-10) | Зоран Петровски  | Теодора Василева и Георги Иванов | 19 юни 2011 г.   | 391              |
| Съни и Мартин правят сделка – тя му помага с Джаро, а той ѝ осигурява сигурен и свободен живот. Мартин се съгласява да продължи службата си под прикритие, при условие, че след ареста на Джаро, той и Съни ще имат различен живот. Иво споделя, че е влюбен в Съни. А по-късно казва на Мартин, че знае за връзката му със Съни. Мартин ѝ дава подслушвателно устройство, с което да подслушва на вечеря с важен клиент на Джаро. На вечерята, Джаро хваща Съни с подслушвателното устройство, пребива я и я откарва в черен микробус. Същевременно, с помощта на Мартин, Попов хваща операция на Джаро за трафик на цигари до Германия. Затова го повишават и отстраняват от поста, носещ му информация за Джаро, а на негово място ще дойде Васил Николов – доносникът на Джаро. Двата тира с цигари мистериозно изчезват. Попов си спомня как е подарил на Джаро запалката, която той винаги държи в ръка и отива при него, за да го заплаши. |                  |                                  |                  |                  |
| 11 (1-11) | Виктор Божинов   | Теодора Василева и Георги Иванов | 26 юни 2011 г.   | 350              |
| Попов казва на Мартин, че ще го запознае с Николов и че той ще работи с него след повишението. Съни е изчезнала и никой не знае къде е, а Мартин следи Иво, за да разбере нещо. Така го вижда заедно с Николов. Попов хваща трафиканти на наркотици, работещи за Джаро и най-после свидетелстват и му дават доказателство, с което той арестува Куката. По-късно, Попов, Николов и Мартин се уговарят, за да запознаят Мартин с Николов. Мартин го вижда отдалеч и праща съобщение на Попов, за да го предупреди. Попов след това изтрива Мартин от базата данни на полицията. Той получава писмо, в което има хартиен лебед и Попов познава само един човек, който ги прави – предполагаемо мъртвия му приятел и колега – Александър Миронов. Те се срещат с Мартин и той му разказва за предателството на Джаро преди време и смъртта на приятелите му. После му дава билет за бягство. Мартин решава да го скъса и да остане за Съни. В края на епизода, Джаро също получава хартиен лебед. Миронов пристига в България с частен самолет и обявява, че се е върнал от ада. |                  |                                  |                  |                  |
| 12 (1-12) | Виктор Божинов   | Теодора Василева и Георги Иванов | 3 юли 2011 г.    |                  |
| Агент от ДАНС, Бенишев, решава да обедини сили с Попов, за да открие дипломат, който изнася пари на Джаро в чужбина. С показанията на задържаните наркотрафиканти, Попов взема Николов със себе си, за да арестуват Джаро. При разпитите става ясно, че дипломатът, Кехайов, внася парите на Джаро в S.U.N.N.Y. чрез дипломатическия си имунитет. По-късно свидетелят за престъпленията на Джаро се самоубива, съответно Попов вече няма доказателства и трябва да пусне Джаро и Куката. На излизане от затвора, Джаро вижда Миронов. Когато се прибира вкъщи, дава заповед на Иво да убие Съни. Николов успява да намери пощенската кутия, в която Мартин и Попов си разменят съобщения. По заповед на Джаро, той праща Попов да види писмо, оставено в кутията. В същото време получава бележка от Попов, в която той казва, че знае за отношенията му с Джаро. Попов намира бележка, канеща го в „депото“. Пред кутията го отвличат и откарват. Мартин проследява Иво до мястото, където държи Съни. Той получава по-рано изпратено съобщение от Попов, че „отива за пощата“. Обажда му се, но телефонът му е изключен, затова решава да се върне. Там той вижда бележката и се отпътва към депото, където Джаро разпитва и пребива жестоко Попов. След като той отказва всякакво съдействие, Джаро запалва трамвая, в който го е пребил и го запалва със собствената си запалка. Мартин пристига, прострелва охраната и измъква Попов, който вече умира. Единият от охраната става и прострелва Мартин. Той си спомня за живота си, за идеалите и целта си, за това, на което Попов е посветил живота си. Когато се съвзема, зад него стои Миронов с пистолет, опрян в главата му. |                  |                                  |                  |                  |

### Сезон 2 (2011–12)
| Номер | Режисьор       | Сценарист(и)                  | Първо излъчване     |
| --- | -------------- | ----------------------------- | ------------------- |
| 13 (2-01) | Виктор Божинов | Ваня Николова и Йордан Банков | 20 ноември 2011 г.  |
| Мартин се събужда при Миронов, след като лекар прочиства раната му. Миронов му разказва как при акция са застреляли всички престъпници и Джаро е предложил да откраднат парите, но Миронов отказва и бива прострелян. По-късно той се събудил и запалил всичко наоколо, инсценирайки смъртта си. След заминаването си за Русия, той се жени, но Джаро го открива и убива съпругата му. Сега той се връща за отмъщение и иска помощта на Мартин. Той от своя страна се връща при Джаро и продължава работата си под прикритие. Попов моли Мартин в болницата да прекратят всичко, а в същото време идва Николов, за да го разпита, но Попов казва, че нищо не помни и му припомня, че знае кой е. Иво лъже Джаро, че е убил Съни и ѝ обещава закрилата си. Междувременно Джаро решава да смени тактиката и да гради имидж на добър сред обществото, а Мартин успява да вземе още информация от политик – Желев, близък на Джаро, и я предава на Миронов. Когато Миронов използва информацията срещу Джаро, той подозира политика и го убива, но някой убива и един от наемниците. - Бележка: 388 000 зрители. |                |                               |                     |
| 14 (2-02) | Виктор Божинов | Ваня Николова и Йордан Банков | 27 ноември 2011 г.  |
| Хващат един от охраната на Джаро, Гелето, да продава дрога зад гърба му, но негов приятел го изкарва от затвора веднага. Същевременно, Иво помага на Джаро като разкрива някои негови колеги на полицията, за да изглежда добър. По-късно Иво и Джаро хващат Гелето в лъжа за кражбата на кокаин. Мартин следи Иво, но той го хваща и после пита Съни за всичко случило се и дали Мартин е полицай, но тя не отговаря. Попов решава да се върне на работа, но Мартин не изглежда особено заинтересуван, заради помощта и закрилата на Миронов. Джаро започва да подозира и Мартин, и Гелето, заради бързото му измъкване от затвора, и ги подлага на изпитания. Гелето, уплашен, решава да избяга, но в крайна сметка е убит от близнаците по поръчката на Джаро. - Бележка: Включена песен на Нанси Синатра – "Bang Bang". |                |                               |                     |
| 15 (2-03) | Димитър Гочев  | Ваня Николова и Йордан Банков | 4 декември 2011 г.  |
| Джаро праща Мартин да разследва кражби от картите му, Иво – при спортист, взел заем от Джаро, а Попов оглавява акция за търсенето на виновника за убийството на Желев. Джаро хваща крадците и ги принуждава да работят за него. Междувременно Куката разбира, че има рак. Попов разбира, че ГДБОП и Secret Service работят заедно, за да хванат Джаро, а техния агент – Николов. Човек от Secret Service моли Попов за съдействие и той приема. Миронов провежда разговор с депутатката Неделчева, опитвайки се да я привлече на своя страна. |                |                               |                     |
| 16 (2-04) | Димитър Гочев  | Ваня Николова и Йордан Банков | 11 декември 2011 г. |
| Джаро намира нов химик, който да даде стока, за която отговарят Мартин и Косъма, но ги хващат и изземат всичко. Макар че попадат в ареста, изненадващо са освободени. Оказва се, че вместо съставката БМК дилърите са им продали епоксидна смола, която е заместител. Задачата на Мартин и Косъма е да намерят измамниците и да върнат стоката, без която голямата сделка на Джаро с амфетамини ще пропадне. С помощта на Близнаците и Куката, успяват да су върнат стоката. Междувременно полицаите готвят акция срещу Калоян Минчев, човека, чиято собственост е цехът-производител на незаконната съставка. Всичко обаче се обърква и Николов е тежко прострелян от един от охранителите, който впоследствие е застрелян и убит от инспектор Тодоров при самозащита. Николов е отведен в болницата. |                |                               |                     |
| 17 (2-05) | Виктор Божинов | Ваня Николова и Йордан Банков | 18 декември 2011 г. |
| Попов научава, че Николов е починал от раните си и получава плик от Зарев с личните вещи на Николов. Джаро е решен да открадне ценен златен ритон, принадлежащ на богат колекционер. Затова той организира обир воден от Мартин. Иво показва на Мартин хората, с които ще работи. Един от тях се оказва баща му. През нощта групата влиза в къщата откъдето ще вземе ритона. Те успяват да го откраднат, но полицията хваща бащата на Мартин, който по-късно и умира от инфаркт в ареста. Иво от своя страна изпира крупна сума пари, но Джаро не е доволен от комисионната и двамата влизат в конфликт. Междувременно в ГДБОП пристигат нови доказателства, касаещи убийството на депутата Борис Желев, а в разследването се включва нов много силен играч – Момчил Нешев, инспектор от СДВР, който се запознава с Попов на погребението на Николов. В края на епизода, Мартин разбира, че Иво е предупредил полицията за обира. |                |                               |                     |
| 18 (2-06) | Виктор Божинов | Ваня Николова и Йордан Банков | 25 декември 2011 г. |
| Джаро инвестира в бизнес с нов партньор – Антон Дамянов. Иво и Куката подготвят обир на верига магазини Хипертехно зад гърба на Джаро. Междувременно в ГДБОП, отделът на Васил е оглавен от Нешев. Нешев разпитва заподозрян и разкрива важни улики около случая с убийството на депутата Желев. Без да иска, Куката разкрива на Мартин подробности за удара с инкасото. За да отмъсти на Иво, агентът издава на инспектор Попов информация за предстоящия обир. Иво и Куката попадат в капан, а животът им е в опасност. |                |                               |                     |
| 19 (2-07) | Димитър Гочев  | Ваня Николова и Йордан Банков | 1 януари 2012 г.    |
| Попов разбира, че „Сикрет сървис“ очакват голяма сделка с фалшиви пари, в която ще участва и Джаро. Междувременно босът поверява същата сделка на Мартин, а Иво е унизен заради удара с инкасото. Куката е спокоен, че Иво не го е издал на Джаро за участието му в обира. Мартин не докладва на Попов за фалшивите пари, но когато осъществява сделката, инспекторът се намесва и я саботира. Куката и близнаците успяват да се измъкнат на косъм. А Мартин трябва да обясни защо е излъгал ментора си… |                |                               |                     |
| 20 (2-08) | Димитър Гочев  | Ваня Николова и Йордан Банков | 8 януари 2012 г.    |
| По трасето на граничния път, построен от Джаро е открита древна гробница. Преди журналистите да са разбрали за това, случаят спешно трябва да се покрие. За тази цел Бояна подкупва длъжностното лице, отговарящо за археологическите разкопки, но изненадващо е отвлечена от непознати заедно с разрешението за продължаване на строежа. Това поставя целия проект под въпрос. Попов разбира от Мартин за отвличането и полицията се включва в издирването. Междувременно Съни иска от Мартин да я измъкне от тайното жилище, в което се крие заедно с майката на Иво. Двамата правят план за бягство, но когато Съни се приготвя да избяга, Иво се прибира… |                |                               |                     |
| 21 (2-09) | Виктор Божинов | Ваня Николова и Йордан Банков | 15 януари 2012 г.   |
| Адвокатът на Джаро – Бояна случайно разбира, че бившата му любима Съни е жива. Междувременно, счетоводителят му го осведомява, че някой е присвоявал средства от нелегалните му сделки. След като Бояна споделя с Джаро откритието си, той се досеща, че Иво е пренебрегнал заповедта му да убие Съни, а фактът, че е присвоявал пари от нелегалния му бизнес също излиза наяве. Джаро е разгневен и скроява капан на Иво като му праща корумпиран полицай да го убие, но Иво оцелява и убива полицая и впоследствие търси защита от Джаро като моли за помощ Генерал Пенев, бивш кадър на Държавна сигурност. В това време Съни и Мартин се разделят, без да знаят, че ги грози опасност. Попов описва на Съни програмата за защита на свидетели и я разпитва за бизнеса на Джаро. В началото тя е уплашена и разколебана да даде показания срещу боса, но накрая се съгласява, но точно когато влиза в съдилището да даде показания, тя е фатално застреляна от наемен убиец, пратен от Джаро. Мартин вижда убиеца и се опитва да го хване, но не успява, тъй като убиецът е прегазен от минаваща кола, докато се опитва да избяга. |                |                               |                     |
| 22 (2-10) | Виктор Божинов | Ваня Николова и Йордан Банков | 22 януари 2012 г.   |
| Конфликтът между Джаро и Иво става още по-остър, когато Иво и Куката присвояват части от наркопазара на Джаро. Междувременно, Джаро обявява Мартин за новия заместник на Иво. От своя страна, Миронов иска от Ана Неделчева да оповести информация за Джаро и проекта му с пътя до гръцката граница. В ГДБОП, Попов и Нешев разкриват нови улики по убийството на депутата Борис Желев. Ужиленият от Иво и Куката наркобос Мето се свързва с Джаро и му докладва за среща на босовете, организирана от Иво. Въпреки че Джаро обещава на генерал Пенев да не закача Иво, босът отива на срещата, за да си разчисти сметките с бившата си дясна ръка… |                |                               |                     |
| 23 (2-11) | Виктор Божинов | Ваня Николова и Йордан Банков | 29 януари 2012 г.   |
| Попов се опитва да намери Дамянов, но Джаро го изпреварва и осуетява бягството му. Босът притиска Дамянов и го принуждава да издаде за кого работи. Дамянов опитва да се измъкне, но Джаро го измъчва и той признава, че планът да сринат империята на боса с граничния път е бил на Миронов. Джаро е шокиран, защото смята, че е разчистил сметките си с Миронов в Русия. Попов намира Дамянов в окаяно състояние и решава да следи лично Джаро, защото подозира, че Миронов е готов да действа. Без да иска, Попов се натъква на капана, който Миронов е заложил на Джаро. Мартин е поставен пред поредния тежък избор, а Иво дава сериозна заявка за нов бос на улицатa. Докато държи Джаро и Попов заложници, Миронов признава, че всъщност той е лъгал през цялото време – той е бил корумпиран полицай и след като е дължал пари на лихвари, е убедил Джаро да ударят престъпна групировка и да откраднат парите. Но с тях е бил техният близък приятел и колега Константин „Стенли“ Стелянов и след като Стенли отказал да замълчи, Миронов го е убил и след това Джаро прострелва Миронов и бяга с парите. По-късно, Миронов се събудил и запалил всичко наоколо, инсценирайки смъртта си и заминал за Русия, където се жени, но Джаро го открива и убива съпругата му и той измислил целия план, с помощта на Дамянов. Миронов също така признава, че той е убил Желев. Междувременно, Мартин и близнаците успяват да убият хората на Миронов, а Мартин успява да убие Миронов точно когато той щеше да издаде Мартин. |                |                               |                     |
| 24 (2-12) | Виктор Божинов | Ваня Николова и Йордан Банков | 5 февруари 2012 г.  |
| Мартин докладва на Попов за плановете на Джаро да извърши сделка с фалшиви пари и да напусне страната. Агентът е отчаян, защто вече е пуснат за „национално издирване“ и Попов е безсилен да му помогне. Полицаят под прикритие знае, че без преки доказателства не могат да арестуват Джаро и той ще се измъкне. Преди полицаите да ударят печатницата на Джаро, Мартин краде от нея диск с файлове за фалшивите банкноти. Междувременно Куката е притеснен, че са започнали масови арести и иска да се покрие временно. Джаро разбира, че печатницата му е затворена и заплашва семейството на Попов. В това време Мартин подхвърля диска от печатницата в жилището на Джаро. Попов и Нешев обискират апартамента на боса и го задържат по обвинение за фалшифициране на пари. |                |                               |                     |

### Сезон 3 (2012–13)
| Номер | Режисьор        | Сценарист(и)                                                                            | Първо излъчване     |
| --- | --------------- | --------------------------------------------------------------------------------------- | ------------------- |
| 25 (3-01) | Виктор Божинов  | Александър Чобанов, Виктор Божинов и Александър Спасов                                  | 25 ноември 2012 г.  |
| Джаро е в ареста, Попов е неспокоен, работи до късно – семейството му е в криза. Прикритието на Мартин вече не е само между Джаро и Попов. Нешев помага на Мартин да излезе от ареста след като Попов му казва за прикритието на Мартин. Навън пазарът на наркотици с престъпления продължава. - Бележка: 522 000 зрители |                 |                                                                                         |                     |
| 26 (3-02) | Виктор Божинов  | Станимир Великов, Александър Чобанов, Александър Спасов и Виктор Божинов                | 2 декември 2012 г.  |
| Иво става силен, пред нищо не се спира и не чува приятелски съвет. Джаро намира начин да управлява хората си, като ползва най-доброто алиби. |                 |                                                                                         |                     |
| 27 (3-03) | Виктор Божинов  | Ваня Щерева, Владимир Полеганов, Александър Чобанов, Александър Спасов и Виктор Божинов | 9 декември 2012 г.  |
| След отравянето на Джаро в затвора Иво е твърдо решен да завземе морските територии. Всички наркотици и нелегални сделки по море вече трябва да се движат от него, в противен случай наказанията от бруталната му дясна ръка Крум са неизбежни. Джаро се опитва да привлече на своя страна Куката като за тази цел използва Мартин, който се възползва от случая, за да докладва на Нешев за предстоящо прекарване на наркотици от страна на Иво в Свети Влас. По време на акцията срещу хората на Иво, Нешев е фатално прострелян от Крум и умира в ръцете на Инспектор Манолов. Мартин успява дискретно да изведе Куката, който му благодарява за помощта, но решава въпреки това да остане при Иво. |                 |                                                                                         |                     |
| 28 (3-04) | Зоран Петровски | Ваня Щерева, Владимир Полеганов, Александър Чобанов, Александър Спасов и Виктор Божинов | 16 декември 2012 г. |
| Сблъсъкът между Джаро и Иво за надмощие и власт става все по-остър. Дъщерята на Попов е жертва на проваленото му семейство. В края на епизода Джаро праща близнаците да убият майката на Иво Андонов за отмъщение че не е изпълнил поръчката да убие Съни. |                 |                                                                                         |                     |
| 29 (3-05) | Зоран Петровски | Ваня Щерева, Владимир Полеганов, Александър Чобанов, Александър Спасов и Виктор Божинов | 23 декември 2012 г. |
| Иво организира схема за източване на ДДС. Дъщерята на Попов е в опасност. Попада на затворено парти в хотел на Боровец заедно с наети момичета. Мартин я спасява. |                 |                                                                                         |                     |
| 30 (3-06) | Виктор Божинов  | Станимир Великов, Александър Чобанов, Александър Спасов и Виктор Божинов                | 30 декември 2012 г. |
| Бояна получава документ от съда, според който близнаците тайно свидетелстват срещу Джаро, и уведомява Джаро, който получава и снимка, на която се виждат Мартин и Иво. Вбесен, Джаро поръчва „взаимно“ убийство на Мартин и близнаците като ги примамва в изоставен склад, където ги чакат наемни убийци, въоръжени с автомати Калашников. Мартин и Тишо са многократно застреляни, а Ники умира от раните си. Мартин успява да се обади на Куката. |                 |                                                                                         |                     |
| 31 (3-07) | Виктор Божинов  | Ваня Щерева, Владимир Полеганов, Александър Чобанов, Александър Спасов и Виктор Божинов | 6 януари 2013 г.    |
| Куката спасява ранените Мартин и Големия близнак. Тримата погребват Малкия близнак. Иво е все по-брутален. Куката обмисля собствен „бизнес“ с източване на кредитни карти. Мартин отива при Иво да приеме неговото предложение за работа, но вместо това Иво признава, че никога не е бил искрен за предложението и безсрамно му показва копие на снимката, която Джаро получил, с Мартин и Иво от тяхна среща. Мартин си тръгва отвратен и вбесен след като разбира, че Иво е натопил Мартин и близнаците като предатели и така е манипулирал Джаро да поръча и тримата, което в резултат доведe до смъртта на Ники. Джаро също разбира, че близнаците и Мартин са били натопени и си изкарва яда на Бояна, задето тя не открила на време, че документа от съда за свидетелстване от страна на близнаците, е бил фалшив и подхвърлен от Иво. Уплашена, Бояна се отказва да защити Джаро на делото срещу него и се опитва да избяга. Джаро отмъщава като праща наемен убиец, който убива Бояна. |                 |                                                                                         |                     |
| 32 (3-08) | Виктор Божинов  | Станимир Великов, Александър Чобанов, Александър Спасов и Виктор Божинов                | 13 януари 2013 г.   |
| Куката развива успешно „бизнеса“ с източване на кредитни карти. Арестуваният Иво изнудва Попов като му показва запис как дъщеря му смърка кокаин. Попов оттегля обвиненията. Иво Андонов разбира, че генерал Пенев работи и с Джаро, и затова Иво му праща убийци да го убият. |                 |                                                                                         |                     |
| 33 (3-09) | Виктор Божинов  | Станимир Великов, Александър Чобанов, Александър Спасов и Виктор Божинов                | 20 януари 2013 г.   |
| Иво организира успешно похищение на Панагюрското златно съкровище. Мартин следи Косъма и разбира за обира. Чрез подадената от агента информация, комисар Попов връща съкровището и е възстановен на поста си. За съжаление партията, в която Джаро е трябвало да бъде кандидат депутат, е отхвърлила кандидатурата му. |                 |                                                                                         |                     |
| 34 (3-10) | Виктор Божинов  | Ваня Щерева, Владимир Полеганов, Александър Чобанов и Александър Спасов                 | 3 февруари 2013 г.  |
| Мартин е изнудван от крадците на досието му; Иво опитва да завземе „бизнеса“ на Куката с кредитните карти; Мартин връща досието си с всички средства, независимо от Попов. |                 |                                                                                         |                     |
| 35 (3-11) | Виктор Божинов  | Ваня Щерева, Владимир Полеганов, Александър Чобанов и Александър Спасов                 | 10 февруари 2013 г. |
| Косъма признава любовта си към Ади. Иво го принуждава да свидетелства срещу Джаро. Под влияние на Мартин, Косъма обръща показанията си. Иво отмъщава като праща Крум да очисти Косъма. Смъртоносно ранен от Крум, Косъма оцелява достатъчно дълго за да умре в ръцете на Мартин. Мартин информира Ади и Куката (който тъкмо се канеше да излита за Барселона при семейството си след като му изтече пробацията) за смъртта на Косъма. |                 |                                                                                         |                     |
| 36 (3-12) | Виктор Божинов  | Станимир Великов, Александър Чобанов, Александър Спасов и Виктор Божинов                | 17 февруари 2013 г. |
| Куката отлага полета си за Барселона и с помощта на Големия близнак, отмъщава за смъртта на Косъма като проследява и убива Крум пред заведението на Иво. Иво отвлича Мартин и заедно с досието му, Куката и Тишо, го води при Джаро. След като Джаро разбира че Мартин е ченге и Иво непрекъснато споменава колко лош баща е бил към тях и към дъщеря си Ния, която незнайно за тях се връща от Нова Зеландия в България, Джаро прострелва Иво и тръгва да бяга. Куката освобождава Мартин. Преследван от Мартин, Попов и полицията, Джаро тръгва да бяга през граница високо в зимната планина. |                 |                                                                                         |                     |

### Сезон 4 (2014)
| Номер | Режисьор         | Сценарист(и)                                                           | Първо излъчване     |
| --- | ---------------- | ---------------------------------------------------------------------- | ------------------- |
| 37 (4-01) | Димитър Митовски | Димитър Митовски, Александър Спасов, Ваня Щерева и Мариан Вълев        | 19 януари 2014 г.   |
| Иво започва да спи с дъщерята на Джаро Ния, но те са прекъснати от наемни убийци, които искат да убият Иво, но Той успява да ги избие. Мартин започва своята първа смяна като редовен инспектор и започва връзка с дъщерята на Попов Зорница. Джаро е в Истанбул, Турция, и се занимава с нов бизнес със своя приятел Фарук. Групата на Попов получава нов офис, полицията организира обвиненията срещу Иво за отвличането на Мартин, Куката освирепява и започва да избива турски мафиоти, които работят за Фарук като отмъщение за убийството на съпругата и сина му в Испания. |                  |                                                                        |                     |
| 38 (4-02) | Зоран Петровски  | Димитър Митовски, Александър Спасов, Ваня Щерева и Мариан Вълев        | 26 януари 2014 г.   |
| Попов отива до морето, за да се срещне със стария си приятел и да уреди арестуването на Джаро. Джаро и хората му се опитват да убият Иво и Куката,а Мартин сключва сделка с Куката за информация за бизнеса на Иво и Ади започва да работи като „Мадам“. Докато е на морето, Попов започва да спи със съдия Терзийска. |                  |                                                                        |                     |
| 39 (4-03) | Зоран Петровски  | Димитър Митовски, Александър Спасов, Борислав Захариев и Мариан Вълев  | 2 февруари 2014 г.  |
| Иво заповядва убийството на Джаро, но опитът се проваля. Проваля се и опитът му за арестуване. Попов и неговата група се опитват да го арестуват, когато отива да се срещне с дъщеря си Ния, но Куката го предупреждава и Джаро се измъква. Мартин разкрива на Попов за сделката с Kуката. Мартин и Зарев арестуват Иво за трафик на наркотици. Една от служителките на Ади й се оплаква, че Тишо е платил само половината от цената за нейните услуги. Също така, Попов отива на вечеря със съдия Терзийска и докато е там, той вижда дъщерята на Джаро. |                  |                                                                        |                     |
| 40 (4-04) | Мартин Макариев  | Димитър Митовски, Александър Спасов, Борислав Захариев и Мариан Вълев  | 9 февруари 2014 г.  |
| Групата на Попов получава анонимна информация за контрабанда на наркотици, но когато спира вагона, намира малко количество и група емигранти. Куката получава информация от Мартин за един от хората на Ак Хасан, Бирхан и започва да го измъчва. Поради виковете на Бирхан, Мартин и Зарев се втурват в апартамента му и започват да преследват Куката. Куката успява да избяга, като при престрелката ранява Зарев. Попов купува гривна за гаджето си, а Григоров се връща обратно в града. |                  |                                                                        |                     |
| 41 (4-05) | Мартин Макариев  | Димитър Митовски, Александър Спасов, Борислав Захариев и Мариан Вълев  | 16 февруари 2014 г. |
| Джаро заповядва на Гущера да отвлече Иво, ако иска да поеме бизнеса на Иво. Хората на Гущера, преоблечени като полицаи, спират колата на Иво, убиват бодигардовете му и го отвличат. Гущера бие Иво, окачва го да виси във въздуха и го изтезава. Случката за отвличането на Иво и смъртта на охраната му влиза в новините, а Тишо ги вижда и информира Куката. Куката, с помощта на Мартин, отвлича Гущера и сключва сделка за размяна на Иво срещу Гущера. Мартин прави засада на размяната и, когато вижда Джаро, заповядва да действат, но Куката помага на Джаро да избяга и получава Иво. Гущерът е арестуван. Междувременно, Зорница разбира че баща ѝ има приятелка, а Бардем информира баща си за бизнес-плановете на Джаро с амфетамини, наречени „Магически хапчета“. |                  |                                                                        |                     |
| 42 (4-06) | Мартин Макариев  | Димитър Митовски, Александър Спасов, Владимир Полеганов и Мариан Вълев | 23 февруари 2014 г. |
| Епизодът започва с бой между Иво и Куката в ресторанта, който спира когато Рафаел стреля във въздуха, за да ги разтърве. След това Куката се отделя от групата на Иво и отива в казиното на Джаро, където той му казва да отвлече химика на Иво, който прави „магически хапчета“. Пред очите на Куката и Джаро химикът Спас е убит от Акх Хасан по заповед на Фарук, който е подозиран от турската полиция, че разпространява „магическите хапчета“ в Истанбул. Междувременно, Попов се тревожи за дъщеря си и Мартин му казва, че тя е в неговия апартамент. Също така в края на епизода се разкрива, че борбата в ресторанта всъщност е фалшифицирана и че Куката се е промъкнал в групата на Джаро по нареждане на Иво. |                  |                                                                        |                     |
| 43 (4-07) | Димитър Гочев    | Димитър Митовски, Александър Спасов, Борислав Захариев и Мариан Вълев  | 2 март 2014 г.      |
| Иво решава да ограби казиното на Джаро. За целта той и хората му първо убиват един от хората на Бардем и правят отпечатък от дланта му, за да отворят сейфа. По-късно Иво и неговите хора отвличат друг човек на Бардем и го затварят в ковчег. След грабежа Иво и неговите хора слагат ковчега в сейфа. Мартин научава за обира от Куката и заедно с Манолов правят засада. Обстрелват крадците на излизане от обира, но те успяват да избягат. Малко след това последен излиза Тишо с кутия в ръце, но среща Мартин и като се обръща гръб към него, му казва да стреля. Мартин обаче стреля настрани във вратата. Вратата се отваря и Мартин осъзнава, че зад нея случайно е застрелял своя колега Манолов. Тишо избягва и идва полицията. В службата Мартин сдава пистолета и значката си на Попов и подава оставка. Междувременно, Ния напуска Иво, а Куката успява да получи информация за Мартин чрез Тишо. |                  |                                                                        |                     |
| 44 (4-08) | Димитър Гочев    | Димитър Митовски, Александър Спасов, Владимир Полеганов и Мариан Вълев | 9 март 2014 г.      |
| Попов и неговите хора скърбят за загубата на Манолов. Няколко от местните хора на Иво са изгорени от турските помощници на Джаро, а Джаро се занимава с Ади, за да му помогне да свали Иво заради смъртта на Косъма. Когато една от нейните проститутки е намерена брутално убита, тя се опитва да убие Иво, но не посмява да стреля, той и отнема пистолета и я прогонва. Иво е арестуван заради убийството на проститутката и адвокатът му го информира, че неговата ДНК е намерена в нейната вагина, че прокурор е наредил арестуването му в продължение на 72 часа и полицията може да го вкара в затвора. Куката и Джаро се срещат в парка, но попадат в засада от Рафаел и хората на Иво. Бодигардовете на Джаро са убити, а Джаро и Куката започват да бягат в гората. Рафаел намира Куката седнал зад едно дърво, но стреля до него и продължава да гони Джаро. Попов накара Мартин да се върне на работа. |                  |                                                                        |                     |
| 45 (4-09) | Мартин Макариев  | Димитър Митовски, Александър Спасов, Борислав Захариев и Мариан Вълев  | 16 март 2014 г.     |
| Мартин и Тодоров получават свидетелски показания от приятелката на момичето, намерено мъртво, но тя променя показанията си, когато Мартин по-късно разбира от Ади, че Джаро е платил показанията на момичетата. Същото момиче е по-късно намерено мъртво. Иво е освободен от затвора и започва бизнес с Бардем. Полицията организира акция по време на заснемането на една от сцените на филм, използван като параван за пренос на хероин. По време на акцията Джаро и неговият партньор успяват да избягат от мястото на снимки с кола, но автомобилът се преобръща и партньорът е хоспитализиран, а Джаро е ранен. Дъщеря му го прибира в дома на Иво. Основният свидетел на Попов за офшорни компании, собственост на генерал Сюлейман, е убит. Зарев и Киров все още мразят Мартин. |                  |                                                                        |                     |
| 46 (4-10) | Виктор Божинов   | Димитър Митовски, Александър Спасов, Владимир Полеганов и Мариан Вълев | 23 март 2014 г.     |
| Попов получава информация от своя човек в групата на Фарук, че ще бъде убит и е подложен на подробности за закрила заедно със семейството си. Фарук притиска Джаро и той се съгласява да изпълни задачата. Куката има задача да убие ранен човек, който ще свидетелства срещу Фарук, затова отива в болницата, представя се за Мартин и така стига до Али и свършва работата. Мартин се усеща за опасността, но късно пристига в болницата. Поповата дъщеря, Зорница, се завръща в София, за да прекара Свети Валентин с Мартин и е охранявана още от летището. На следващия ден тя отива на среща с баща си на обяд, охранявани в празно заведение. Хората на Фарук узнават адреса на срещата предната вечер, като подслушват телефона на Попов с помощта на Григоров. Джаро и неговият шофьор Красавецът, един от хората на Фарук, пристигат с кола на адреса. От колата Джаро вижда как след обяда Попов излиза с дъщеря си и охраната и се отказва от покушението, като изхвърля взривателя в кофа за боклук и бавно си тръгва по улицата. Тогава Красавецът решава да свърши работата, излиза от колата и започва да стреля по Попов и придружителите му. Някои от тях за застреляни, а останалите телохранители застрелват убиеца. Попов е с бронежилетка и е ранен в рамото. Паднал на земята, той повдига главата си и вижда на улицата да стои Джаро, който е чул стрелбата и се обръща. След няколко секунди Джаро избягва. Попов вижда дъщеря си да лежи на земята, пропълзява до нея и я намира мъртва. Секунди по-късно идва Мартин. |                  |                                                                        |                     |
| 47 (4-11) | Виктор Божинов   | Димитър Митовски, Александър Спасов, Владимир Полеганов и Мариан Вълев | 30 март 2014 г.     |
| След убийството на Зорница Попова, полицията започва интензивно разследване и Попов маркира Джаро като втори убиец. Скоро след това, Попов говори с дъщерята на Джаро като ѝ казва, че е по-добре баща ѝ да отиде в затвора, иначе ще бъде убит от хората на Фарук, но тя отговаря на Попов, че не знае къде е Джаро и не е говорила с него. По-късно Ния е отвлечена от хората на Фарук, който иска да я размени за баща ѝ. Джаро се съгласява, но се обръща към Попов за помощ. Попов организира акция на мястото на размяната и полицаите застрелват хората на Фарук миг преди да убият Джаро, който успява да избяга с дъщеря си и я укрива. Казва ѝ, че ще отсъства дълго време и решава да се предаде. По-късно, на погребението на Зорница, след като Попов остава сам на гроба на дъщеря си, идва Джаро и имаха кратък разговор – в който се разкрива какво се е случило във финала на сезон 3 и се оказва че Джаро е прострелял Мартин докато бяга към границата за Турция. Джаро съобщава на Попов, че не е стрелял по него и дъщеря му, дава му една запалка, символичен спомен от миналото и се предава. Попов обаче е съкрушен от загубата на дъщеря си и възприема признанията като подигравка. Изважда пистолет и хладнокръвно убива Джаро. |                  |                                                                        |                     |
| 48 (4-12) | Виктор Божинов   | Димитър Митовски, Александър Спасов, Борислав Захариев и Мариан Вълев  | 6 април 2014 г.     |
| Става ясно, че след убийството на Петър Туджаров, Мартин е чул изстрела, връща се и като вижда какво се е случило, инсценира убийство при самозащита. Слага пистолет в ръката на Туджаров и така стреля с него 2 пъти в близкото дърво. Започва разследването за убийството на Джаро. Мартин и Попов дават изявленията си на следствието, но Мартин е принуден да притисне експерт да фалшифицира експертизата след като прокурорът заявява, че вписва изявленията му и нарежда друг експертен опит. Ния е информирана от адвоката на Джаро за смъртта му и тя получава наследството на баща си. Иво информира Куката, че ще се срещне с Фарук, но в последния момент, Иво изпраща Куката на тази среща, знаейки че той иска да отмъсти на Фарук за убийството на жена му и сина му. Куката се среща в хангар на летище София с Фарук и хората му и се опитва да го убие, но променя решението си и убива Бардем. Полицията пристига след като Фарук и дясната му ръка Ерол Метин си тръгват и Мартин арестува Куката. Попов е посетен от бившата си съпруга и тя го информира че няма да идва на процеса, защото е сигурна, че не е виновен и му пожелава късмет. Процесът на Попов започва и Мартин свидетелства в негова полза. След него Попов свидетелства и след като приключва с изявлението си, прокурорът го пита какво се е случило при инцидента. Попов се обръща и вижда жена си, която току-що е влязла и седи на пейката. След това се обръща към съдията и му казва, че е убил Петър Туджаров защото е престъпник и наркодилър и защото е убил дъщеря му. Епизодът завършва в затвора, където Попов се среща с Мартин и му казва, че има човек в организацията на Фарук – Ерол Метин, полицай под прикритие. |                  |                                                                        |                     |

### Сезон 5 (2016)
| Номер | Режисьор         | Сценарист(и)                    | Първо излъчване  |
| --- | ---------------- | ------------------------------- | ---------------- |
| 49 (5-01) | Димитър Митовски | Теодора Маркова и Георги Иванов | 20 март 2016 г.  |
| След смъртта на Джаро започва хаос. Ерол и Фарук отиват на среща с наркобос, но в телефона на Ерол непознат човек му пише да излезе от джипа на Фарук. Ерол вижда терористите, че насочват гранатомета към джипа на Фарук, но Ерол успява да се измъкне, и терористите взиряват джипа, убивайки Фарук, като после Ерол убива тези терористи. Мартин е повишен до началник на отдела, а в групата е назначена нова колежка, Яна Танева. Куката е в затвора, но е освободен с помощта на Иво. Братът на Гущера посещава Ния и ѝ казва, че Джаро дължи пари на брат му и той ги иска от нея. Иво и Куката поемат бизнеса на Джаро с хероина. Попов е в затвора и, като е посетен, от приятелката си Терзийска и от Мартин. Ния се готви да замине за Нова Зеландия, но решава да набере номера, който баща ѝ е оставил като наследство. Епизодът завършва с това, че Ния се обажда на този номер. |                  |                                 |                  |
| 50 (5-02) | Димитър Митовски | Теодора Маркова и Георги Иванов | 27 март 2016 г.  |
| Ния се среща със счетоводителя на Джаро, който ѝ разказва за италианския бизнес с наркотици на баща ѝ и тя отива в Рим, Италия. Иво също разбира за бизнеса и казва на хората си, че отива в Рим и че те могат да се обърнат към Куката, ако имат въпроси. Куката намира стар приятел и му дава работа в групата на Иво. Също така, Мартин и Ерол изпълняват заедно първата си съвместна задача. Куката е привикан в полицията, където го разпитва Яна. Той по-късно я кани да излезе с него докато двамата са в аптека, като ѝ се извинява за поведението си по време на разпита. Мартин продължава да посещава Попов в ареста. |                  |                                 |                  |
| 51 (5-03) | Зоран Петровски  | Теодора Маркова и Георги Иванов | 3 април 2016 г.  |
| Иво започва работа с италианците, но Ния настоява за партньорство между тях, което е неприятно за Иво. Полицията започва да разследва убийството на Рафаел, за което Мартин има една версия за събитията, а Яна - друга. Мартин организира „томбола“ с която се решава кой ще отиде с него до морето и на Тодоров му се пада тази мисия. Циганите, с които Иво работи, се опитват да откраднат парите му, но Ерол усеща това и заменяйки чантата с пари, с чанта със списания. Попов се опитва да се самоубие докато свири „Травиата“ на Верди, която беше любимата опера на Джаро. |                  |                                 |                  |
| 52 (5-04) | Зоран Петровски  | Теодора Маркова и Георги Иванов | 10 април 2016 г. |
| Яна преслушва записа, направен по време на разговора си с Попов и разбира, че вероятно той е планирал самоубийството си. Тя веднага докладва на надзирателите и Попов е хоспитализиран. Вследствие на това, гаджето му - Доротея Терзийска се среща с прокурора по делото за убийството на Туджаров и иска от съдията Попов да бъде освободен от затвора, което се и случва. Иво осигурява канал от Бразилия, използвайки фирмата на Владимир Димитриев - Вафлата. Мартин и Тодоров конфискуват наркотиците на Иво за износ, Ерол спи с Ния, а Куката кани Яна да излезе с него. Иво и Ния вече са официални бизнес партньори. |                  |                                 |                  |
| 53 (5-05) | Виктор Божинов   | Теодора Маркова и Георги Иванов | 17 април 2016 г. |
| Иво използва имигранти да изпрати наркотици в Сирия и започва работа с фабрика за текстил, в която хората му колосват ризи в чист наркотик. Мартин и Яна водят личен разговор относно връзката на Мартин с покойния му баща и с Попов както и тази на Яна с родителите ѝ. В резултат на това Мартин и Яна започват романтична връзка. Ерол последва Тишо в завода на Иво, но бива заключен вътре и е принуден да спи там до следващата сутрин, когато Мартин и хората му претърсват завода. Епизодът завършва когато Тодоров танцува в клуба, носейки една от ризите, за която е неизвестно за него, че е от текстилната фабрика на Иво. |                  |                                 |                  |
| 54 (5-06) | Виктор Божинов   | Теодора Маркова и Георги Иванов | 24 април 2016 г. |
| Тодоров е хоспитализиран след инцидента с ризата, а Мартин разбира, че ризата е от фабриката на Иво, но не може да арестува Иво защото признава на Бенишев, че не са я конфискували по време на търсенето. Ерол започва романтична връзка с Ния по същия начин, по който Мартин започва връзката си със Съни. Междувременно, Попов изчезва, затова Доротея моли Мартин да го намери и Мартин го намира близо до езерото, където живее в каравана. По-късно, Мартин и хората му поставят засада на магистралата, за да хванат микробуса с наркотици на Иво, шофиран от Ерол. Епизодът завършва с това как микробусът пробива барикадата, минава през оградата на моста и пада в бездната. |                  |                                 |                  |
| 55 (5-07) | Мартин Макариев  | Теодора Маркова и Георги Иванов | 1 май 2016 г.    |
| Ерол оцелява след падането. Иво успява да го спаси и да изгори микробуса. Мартин и хората му пристигат точно когато микробусът експлодира. Иво плаща на лекар да излекува раната на Ерол, а след това Иво подарява часовника си на Ерол. Куката обяснява на Ерол, че Иво го повишава като свой "брат". Куката се пошегува с Мартин и хората му докато обядват в ресторант, под предлог, че шефът им ги вика, за да може да разговаря с Яна. Ерол посещава Попов в караваната му. На следващия ден Ерол празнува рождения си ден и по-късно се прибира с Ния и двамата се любят. Куката успява да убеди Яна да отиде на вечеря с него и, когато я придружава до апартамента ѝ, спира асансьора и я целува. Яна го плесва. Куката я оставя да си отиде, когато асансьорът спира. По-късно, хората на Мартин арестуват някакъв дилър и Мартин разбира от него какво се върши по време на нощната смяна в завода на Иво. Мартин и хората му отиват в завода на Иво, за да конфискуват наркотика, но избухва престрелка. Един от хората на Иво, Рони, взима Киров като заложник, за да му помогне да избяга. Епизодът завършва с убийството на Киров, а Иво, Рони и хората на Иво успяват да избягат. |                  |                                 |                  |
| 56 (5-08) | Мартин Макариев  | Теодора Маркова и Георги Иванов | 8 май 2016 г.    |
| След убийството на Киров, Мартин временно е заменен от Зарев по заповед на Бенишев. Мартин убеждава Тодоров да работи с него, за да залови Иво заради бизнеса му с наркотиците. Куката чака Яна пред апартамента ѝ и двамата се любят. Доротея посещава Попов и те отпразнуват годишнината си, но помежду им възниква малък конфликт и Доротея си тръгва. Тишо се обръща към Мартин за помощ и му разказва за склада на Иво с наркотик. Но след като Куката обяснява на Тишо, че Иво не иска да го убие, Тишо променя историята и отменя сделката с Мартин. Иво мести склада с наркотика в една стая на психиатрична институция. Епизодът завършва с това как Мартин и Тодоров арестуват Ерол пред Иво и хората му. |                  |                                 |                  |
| 57 (5-09) | Мартин Макариев  | Теодора Маркова и Георги Иванов | 15 май 2016 г.   |
| След като арестува Ерол, Мартин го посещава в затвора, като по-късно е освободен. Зарев представя нов колега – инспектор Стоев. Иво има проблеми с митничаря, който не иска да пусне контейнера с наркотиците му, затова се уговарят Иво да му плати. Ерол дава на Мартин информация за рушвета и Мартин казва на Зарев. След подкупа са арестувани митничарят и Димитриев, изпратен от Иво. Иво разбира, че митничарят се е обадил на адвоката си един път, а на Ния седем пъти, затова Иво отишъл в апартамента на Ния и ѝ разкрива, че знае за опита ѝ да го изнудва. Междувременно, Куката разбира, че Тишо иска да напусне и казва на Иво. След това Иво заповядва да му доведат Тишо. Тишо е докаран и Иво му казва, че ще го намери където и да отиде и ще го пусне. Попов е на риболов с новия си приятел. Докато е там, Попов чете на една страница от вестник, че приятелката му става съдия, затова той ѝ се обажда и тя го помолва да дойде, но той прекратява разговора. По време на една срещите си Куката казва на Яна какво се е случило със семейството му и че я обича. Яна по-късно е разпитана от Инспектората за поведението на Мартин и тя казва на инспектора, че Мартин че има симптоми на нервен срив. Мартин се скарва с Ерол, затова му се обажда по телефона и му казва, че е изпратил куриер да предаде на Иво флашка с истинската информация за Ерол. Епизодът завършва с това, как Иво поставя флашката в лаптопа. |                  |                                 |                  |
| 58 (5-10) | Мартин Макариев  | Теодора Маркова и Георги Иванов | 22 май 2016 г.   |
| Ерол успява да смени данните на флашката, която Мартин изпраща на Иво. Ния отново се опитва да изнудва Иво, но той ѝ казва, че вече той я притежава. Зарев информира Мартин че е отстранен, а Мартин отива при Попов, като му казва, че е уволнен, най-вероятно защото е станал заплаха за някои. Куката и Яна излизат и той ѝ купува цветя от малко момиче, което познава. Яна му връща кръста, който полицията е конфискувала когато е арестуван в края на сезон 4. Ерол посещава Попов, който му казва че се притеснява за Мартин и си мисли, че ще направи нещо лошо. Ерол разбира какво планира Мартин. Мартин отива на летището и поставя бомба в самолета на Иво. Когато Иво и Ния излитат със самолета, Мартин се опитва да взриви бомбата, но Ерол идва и двамата се сбиват. Мартин успява да го удари и взима дистанционното управление, за да взриви бомбата. Епизодът завършва с това как Ерол застрелва Мартин в гърдите. |                  |                                 |                  |
| 59 (5-11) | Виктор Божинов   | Теодора Маркова и Георги Иванов | 29 май 2016 г.   |
| Тялото на Мартин е намерено на летището и Иво е принуден да се върне. След като вижда трупа на Мартин, Иво се връща с Ния в бара и инструктира всеки член на бандата да разкаже една и съща история на полицията когато ги разпита. От друга страна, Зарев и групата са покрушени от загубата на Мартин, особено Попов. По-късно, групата е информирана от Бенишев, че Попов се завръща на работа, за да разбере кой уби Мартин. Попов заповядва подробно търсене на летището и камерите за сигурност в близост до него. Когато Попов гледа кадри от камерите на летището, вижда колата на Ерол да отива към летището и парчета от счупено стъкло от стоп-светлини. Разбира, че са от колата на Ерол, която преди това е забелязал, че е ремонтирана от удар, когато Ерол го посещава в караваната му и го излъгва, че е купил бисквити от бензиностанция, която вече не работи. Попов осъзнава, че Ерол е убил Мартин, среща се с него и му казва, че полицията ще приключи случая. Вечерта Попов се връща в старото си жилище, където го посещава Ерол. Ерол му признава, че е убил Мартин и защо го е направил – заради Ния, която е в самолета. Тогава, Попов му слага белезници, вика полицаи и им нарежда да изпратят колата с ескорт до апартамента му. Същата вечер, Иво заплашва Доротея, принуждавайки я да се срещне с него в 11 часа сутринта на следващия ден. |                  |                                 |                  |
| 60 (5-12) | Виктор Божинов   | Теодора Маркова и Георги Иванов | 4 юни 2016 г.    |
| Попов решава да пусне Ерол. Сандов предава Иво на полицията, като им предава доказателства, които го инкриминират достатъчно, за да излежи доживотна присъда. Иво и Ерол бягат от заведението и отиват в неговия офис, където Иво разбира, че Ния му е взела парите от италианците и ги е прехвърлила в Швейцария. Иво я залавя, като я оставя при Тишо и Рони да я пазят. Куката решава да зареже престъпния живот и да започне начисто с Яна. Двамата тръгват да бягат зад граница, но след като Яна го вижда да дава фалшиви документи на човек на Андонов като последна услуга за него, тя го зарязва и се връща към нормалния си живот. Куката е издирван от полицията, успява да се спаси като се скрие при група бежанци, водени от трафиканти, пътуващи за Сърбия. Доротея решава да се обърне срещу корумпираните си колеги, а на пресконференция Попов обявява, че е арестувал всички сътрудници на Андонов, вкл. Влади Вафлата, Бенишев, който прави неуспешен опит да прекара наркотиците на Сандов зад граница, и Сандов, макар че той им е представил всички доказателства. Тишо спасява Ния и уведомява Ерол, и като за назидание, Иво убива Рони. След гонка с полицията, Иво и Ерол бягат към огромно поле, пълно с изоставени оранжерии. Иво разбира, че Ерол е полицай и го прострелва. Иво започва да стреля по екип от спец части, дошли да спасят Ерол, и в резултат Попов дава зелена светлина на двама разположени полицейски снайперисти да стрелят – Иво е застрелян многократно и умира от раните си. След като Ерол е изведен, Попов го прегръща и му казва, че неговата мисия под прикритие е успешна. |                  |                                 |                  |

### Сезон 6 (2026)
| Номер     | Режисьор       | Сценарист(и)                                                       | Първо излъчване |
| --------- | -------------- | ------------------------------------------------------------------ | --------------- |
| 61 (6-01) | Виктор Божинов | Борислав Захариев, Ваня Николова, Димитър Митовски и Слави Ангелов | 2025-2026 г.    |